# Tomás Alberto González
Tomás Alberto González (Asunción, Paraguay, 21 de diciembre de 1977) es un exfutbolista  paraguayo que jugaba de delantero.

## Clubes
| Club              | País     | Año           |
| ----------------- | -------- | ------------- |
| Cerro Corá        | Paraguay | 1997-1998     |
| Rangers           | Chile    | 1999-2000     |
| Olimpia           | Paraguay | 2001-2002     |
| 12 de Octubre     | Paraguay | 2003-2004     |
| Sportivo Luqueño  | Paraguay | 2005          |
| General Caballero | Paraguay | 2005          |
| Silvio Petirossi  | Paraguay | 2006-2008     |
| 2 de Mayo         | Paraguay | 2009          |
| Cobreloa          | Chile    | 2009          |
| Sportivo Luqueño  | Paraguay | 2010-presente |